# فرازيانت
فريزانت هو برنامج إدارة الأصول الرقمية تم إصداره عام 2010 بواسطة شركة Alchemy كبرنامج مصدر مفتوح. يُمكن استخدامه لتثبيت محلي On-Premises أو كخدمة سحابية SaaS.

## التاريخ
تم تطوير فريزانت في عام 1996 تحت اسم المنتج Phrasea بواسطة مبرمج فردي، وتم توزيعه من قبل شركة Alchemy في فرنسا. في البداية، كانت البرمجية تعمل فقط على أجهزة باور بي سي بنظام التشغيل Mac OS.
عندما واجهت شركة تفاح أزمة مالية حادة في عام 1997، تم نقل التطبيق ليعمل أيضًا على نظام Windows. في عام 2001، أُطلقت منصة الاستضافة phraseanet.com.
خلال عامي 2003 و2004، تم تطوير الجيل الرابع من البرنامج تحت اسم Phraseanet IV، معتمدًا على تقنيات معيارية مثل ماي إس كيو إل وبي إتش بي ولغة التوصيف القابلة للتوسعة، وتم طرحه في السوق في أبريل 2005. في عام 2006، وخلال معرض Apple Expo في باريس، تم إصدار النسخة 2.0 من Phraseanet IV.
في معرض Linux Solutions في باريس، أعلنت شركة Alchemy عن تغيير استراتيجيتها وأطلقت في 16 مارس 2010 النسخة الأولى المستقرة مفتوحة المصدر 3.0.0 تحت اسم Phraseanet وبرخصة GPLv3 الحرة.
في سبتمبر 2013، صدرت النسخة 3.8 من البرنامج.
في معرض Documentation في باريس، أعلنت شركة Alchemy في 6 أبريل 2016 عن إصدار النسخة الرابعة من برنامج إدارة الصور الخاص بها، وكان من أبرز التحديثات دمج إلاستيك سيرش.

## الوظائف
- واجهة المستخدم الرسومية تعتمد بالكامل على الويب.
- البحث النصي الكامل والمعجم المفهرس.
- إدارة متقدمة للصلاحيات.

## مشاريع فريزانت الكبرى
يُستخدم فريزانت في عدة مؤسسات، منها إدارات المدن في باريس، نيس، تولوز، غرونوبل، بوردو ومونبلييه، بالإضافة إلى قنوات التلفزيون مثل تي أف 1، فرانس تلفزيون، كانال + [الإنجليزية]، والمؤسسات التعليمية مثل جامعة ليل III وجامعة باريس III – السوربون الجديدة. [بحاجة لمصدر]

## روابط خارجية
- www.phraseanet.com الموقع الرسمي (بالإنجليزية والفرنسية)
- github.com/alchemy-fr/Phraseanet فريزانت على GitHub